# Myrmarachne laeta praelonga
Myrmarachne laeta là một phân loài nhện trong họ Salticidae.
Loài này thuộc chi Myrmarachne. Myrmarachne laeta praelonga được Tord Tamerlan Teodor Thorell miêu tả năm 1890.